# Liften

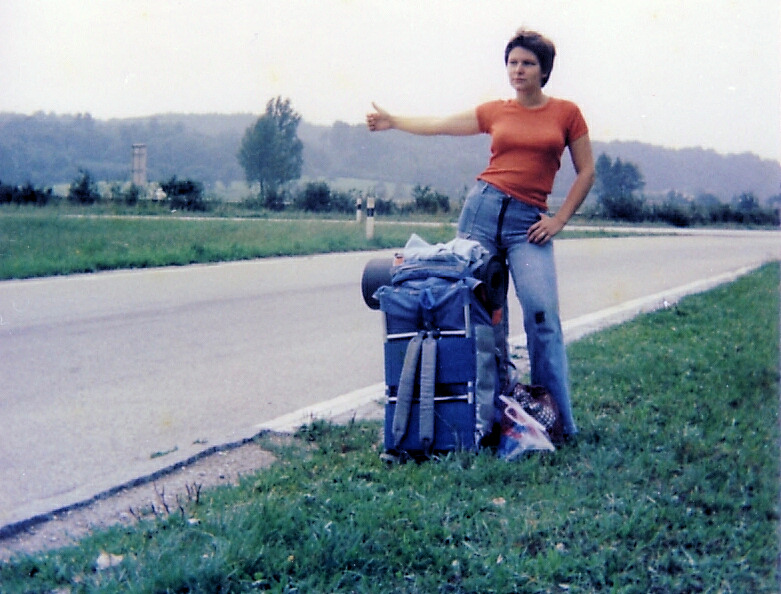
Liftster in 1977

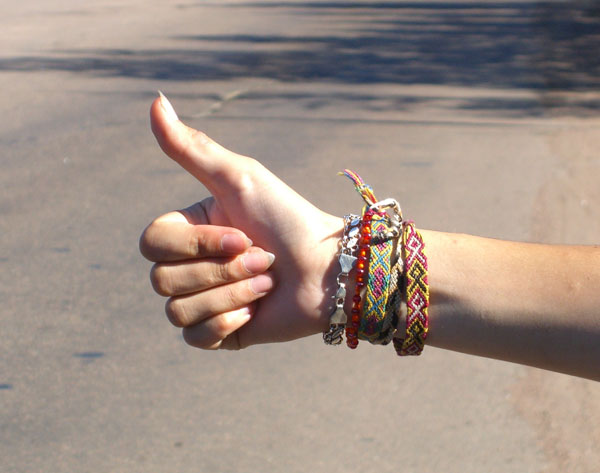
Internationaal bekend en typisch gebaar voor lifters

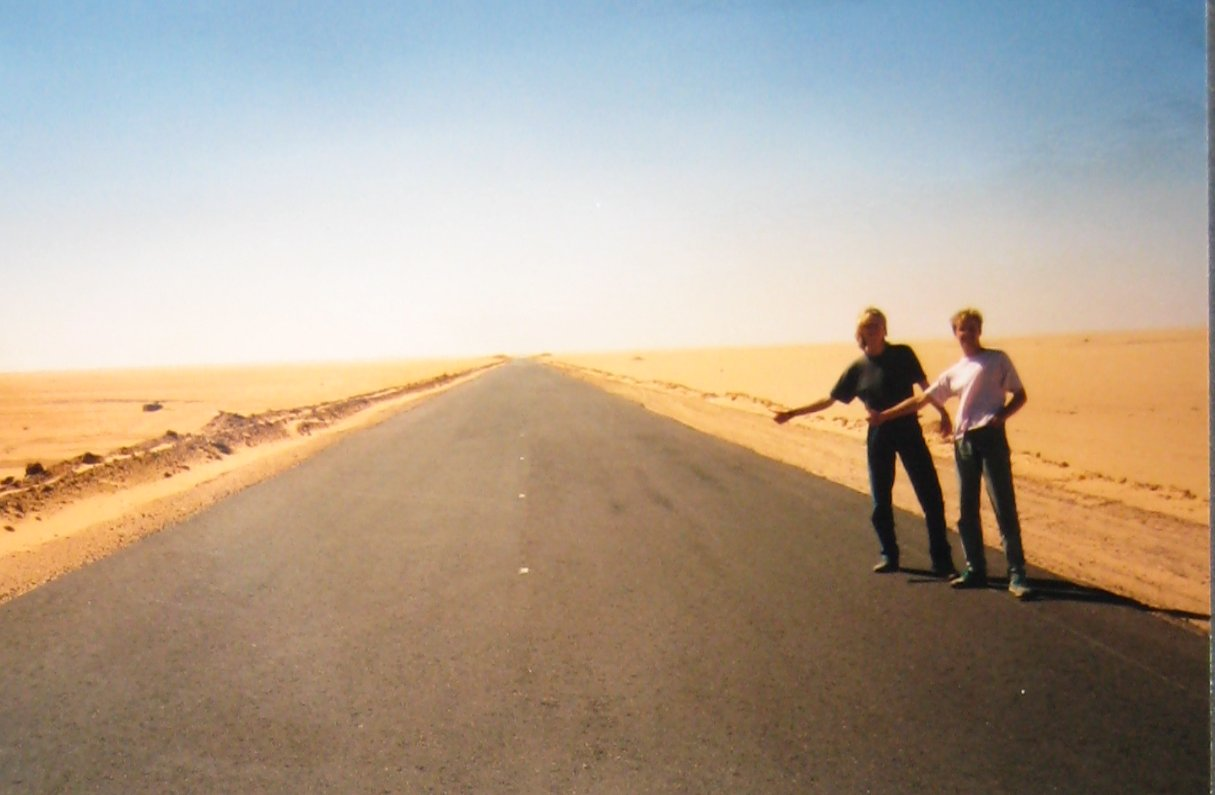
Liften in de woestijn

Liften is een vorm van reizen waarbij een reiziger een autochauffeur vraagt hem of haar als passagier mee te nemen ("een lift te geven"). In de meeste Europese landen is liften toegestaan langs alle wegen waar voetgangers mogen komen, dus niet op autowegen en autosnelwegen. Liften mag ook aan het begin van opritten, op parkeerterreinen, bij een bushalte of bij een tankstation. Op sommige plaatsen zijn specifieke liftershaltes aangebracht.

## Methode
Er zijn verschillende methoden van liften. Meestal staat de lifter langs een weg en maakt duidelijk een lift te willen door met zijn arm een gebaar te maken. Veelal wordt de arm gestrekt en de duim opgestoken, meestal wijzend in de rijrichting, soms bewegend. Een lifter toont soms een bordje waarop zijn bestemming is geschreven. Sommige lifters spreken chauffeurs aan op parkeerplaatsen, bij verkeerslichten of bij benzinepompen. 
Er zijn fora en websites op internet voor lifters en liftcentrales, die bemiddelen tussen liftvragers en -gevers.
In Nederland en omliggende landen wordt doorgaans geen financiële tegenprestatie voor een lift gevraagd, behalve bij gebruik van een liftcentrale.

## Beweegredenen
Lifters liften omdat het een goedkope manier is van reizen of omdat er geen andere middelen van vervoer zijn. Soms speelt de behoefte aan reisgezelschap en avontuur een rol of de wens milieuvriendelijk te reizen.
Er worden liftwedstrijden gehouden waarbij lifters of teams van lifters als snelste een bepaalde bestemming moeten bereiken, zoals in het tv-programma Peking Express. Deze worden bijvoorbeeld georganiseerd door studenten- of studieverenigingen.
Automobilisten nemen lifters mee omdat ze gezelschap of ondersteuning tijdens het reizen willen hebben of omdat ze behulpzaam willen zijn.

## Reputatie en afnemende populariteit
Over liften doen diverse griezelverhalen de ronde waarbij afwisselend de lifter en de automobilist de kwade zijn. Horrorfilms als The Texas Chain Saw Massacre (1974) en The Hitcher (1986) speelden in op deze angst.
Tegenwoordig zijn er minder lifters dan in de jaren 1970 en 1980, de hoogtijdagen van het liften. Dit wordt geweten aan de opkomst van goedkope vormen van openbaar vervoer zoals langeafstandbussen en speciale kortingen op openbaar vervoer zoals in Nederland de OV-studentenkaart. Veel werkgevers verbieden hun chauffeurs lifters mee te nemen.
Voor alleenreizende jonge vrouwen wordt liften sterk afgeraden. 
Van de lifter mag worden verwacht dat hij zich tegen zijn gastheer correct gedraagt. Amy Groskamp-ten Have (die het liften als een “bedenkelijk verschijnsel” beoordeelt) schrijft dat hij voldoende mondvoorraad moet hebben “teneinde iedere schijn van profiteren te vermijden”.